# Croton vitifolius
Croton vitifolius är en törelväxtart som beskrevs av Cyrus Longworth Lundell. Croton vitifolius ingår i släktet Croton och familjen törelväxter. Inga underarter finns listade i Catalogue of Life.